# 鉤鱗魨
鉤鱗魨，又稱波紋鉤鱗魨，俗名黃帶砲彈、鉤板機魨，是輻鰭魚綱魨形目鱗魨亞目鱗魨科之下的一種。

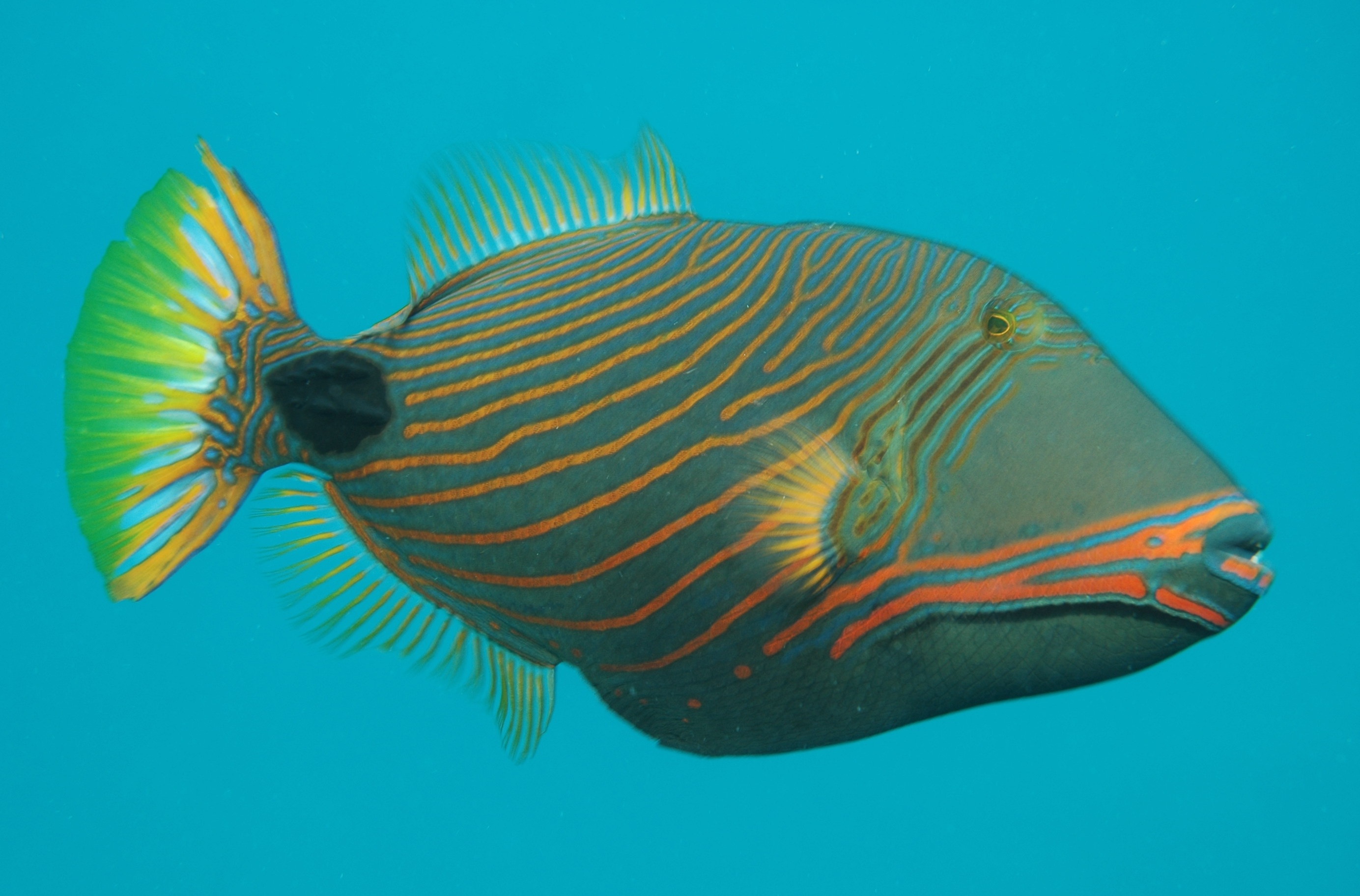
在大堡礁的鉤鱗魨

## 分布
本魚分布于印度洋及太平洋的热带海内、西南可达非洲莫三鼻给南端的德拉果阿湾、西达红海、西北达印度各海、往东经马来半岛、印度尼西亚、菲律宾、到密以及西沙群岛、南沙群岛和海南岛等海域等，属于是热带珊瑚从常见底层鱼类。该物种的模式产地在苏门答腊。棲息於水深0至50公尺的海域中。

## 特徵
此種魚呈長橢圓形且側扁，體稍延長，頭部很大，大約是身體長度的三分之一，嘴小且端位，牙齒堅固，尾鰭截形，尾柄兩側有兩行向前的鉤狀棘。體呈綠色，有許多黃色波狀條紋，由背緣向腹後方斜走，上唇褐色，下唇中央有一黃色橫紋，口的上下都有黃色橫紋，口的上下都有條紋伸向胸鰭下方，上下頜齒為具缺刻之楔形齒，眼中大。尾鰭鉤狀棘處有一大黑斑。第一背鰭鰭膜上有一紅褐色斑，第二背鰭、臀鰭、胸鰭及尾鰭黃色。全身披大型骨質鱗片。體長可達30公分。

## 生態
本魚棲息在珊瑚礁、潟湖、向海礁坡，日行性，通常單獨或形成一小群體，具有領域性，會豎起第一根背刺來恐嚇對手和掠食者，屬雜食性，以軟體動物、櫛水母、甲殼類、其他魚類、藻類和棘皮動物等為食，屬暖水性魚類。

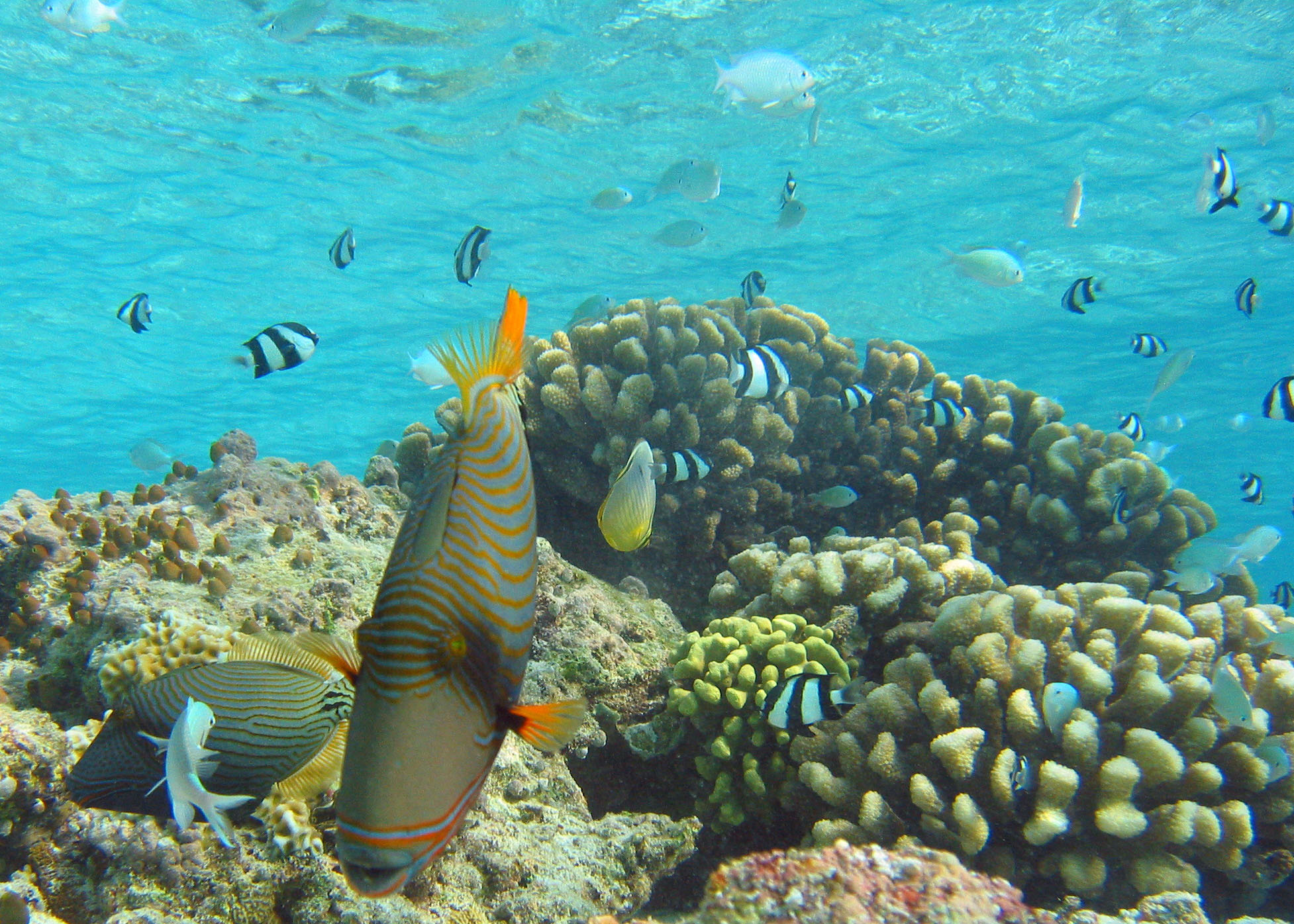
在珊瑚礁覓食的鉤鱗魨

## 經濟利用
為可食用性魚類，但多作為觀賞魚。